# Wolbrom
Wolbrom là một thị trấn thuộc huyện Olkuski, tỉnh Małopolskie ở nam Ba Lan. Thị trấn có diện tích 10 km². Đến ngày 1 tháng 1 năm 2011, dân số của thị trấn là 8942 người và mật độ 884 người/km².